# Stefanie Sydlik
Stefanie Sydlik (ur. 29 lipca 1985 r.) – amerykańska wioślarka.

## Osiągnięcia
- Mistrzostwa Świata – Poznań 2009 – czwórka podwójna wagi lekkiej – 3. miejsce[1].